# Lamara Czkonia
Lamara Czkonia (gruz.: ლამარა ჭყონია, trb. lamara czkonia; ros. Ламара Чкония; ur. 27 grudnia 1930 w Batumi, zm. 14 marca 2024) – gruzińska śpiewaczka operowa, sopranistka, należąca do grona śpiewaków operowych, którzy wnieśli znaczący wkład w kulturę wokalną Gruzji i byłego Związku Radzieckiego. Lamara była jedną z niewielu kobiet, które przebiły się przez żelazną kurtynę i zaprezentowały swój talent światowej społeczności kulturowej.

## Życiorys

### Młodość

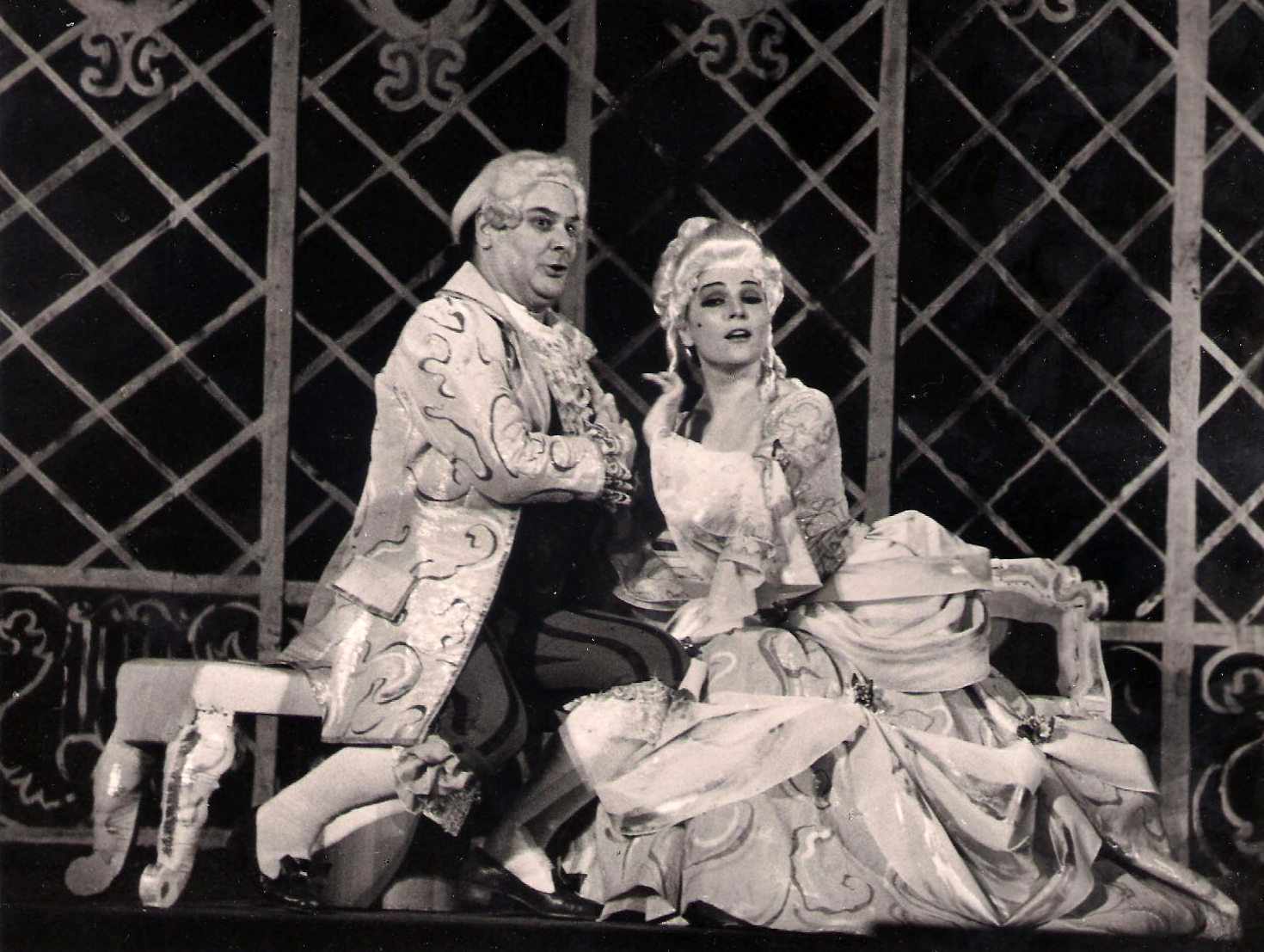
Lamara Czkonia jako Rosina, Kijów 1968

Lamara urodziła się w Gruzji, w czasie, gdy była częścią Związku Radzieckiego, w rodzinie o tradycjach związanych z teatrem i muzyką. Jej wuj Akaki Czkonia, znany pisarz i dyrektor Teatru Opery i Baletu im. Zakarji Paliaszwilego w Tbilisi, został stracony w 1937 roku podczas czystek NKWD. W Państwowym Konserwatorium Muzyczne w Tbilisi im. Wano Saradżiszwili Lamara studiowała w klasie Waleriana Kaszakaszwili, który przez lata występował w mediolańskiej La Scali i innych operach we Włoszech, co miało wpływ na jej fascynację włoską szkołą operową.

### Początki kariery
W latach 1956–1960 śpiewała w operze w Tbilisi, po wielu sukcesach otrzymała angaż jako czołowa solistka w Operze Narodowej Ukrainy im. Tarasa Szewczenki w Kijowie, gdzie pracowała w latach 1960–1968. W 1968 roku wróciła do opery w Tbilisi jako solistka. Zapraszana była też na występy w innych operach i teatrach, m.in. w Teatrze Maryjskim w Petersburgu, Teatrze Bolszoj w Moskwie.
Była laureatką wielu krajowych i międzynarodowych konkursów wokalnych, w tym m.in. w 1960 roku Międzynarodowego Konkursu Wokalnego im. M.I. Glinki w Moskwie i konkursu wokalnego podczas Festiwalu Praska Wiosna w Czechosłowacji. W 1963 roku została laureatką Międzynarodowego Konkursu Młodych Śpiewaków Operowych w Sofii, w 1967 roku zdobyła Grand Prix i nagrodę publiczności podczas Madame Butterfly Międzynarodowego Konkursu w Nagasaki. Była pierwszą piosenkarką z Gruzji, która została laureatką międzynarodowego konkursu wokalnego, dzięki czemu sztuka i kultura Gruzji i Ukrainy, stała się międzynarodowa.

### Sukces i międzynarodowa kariera

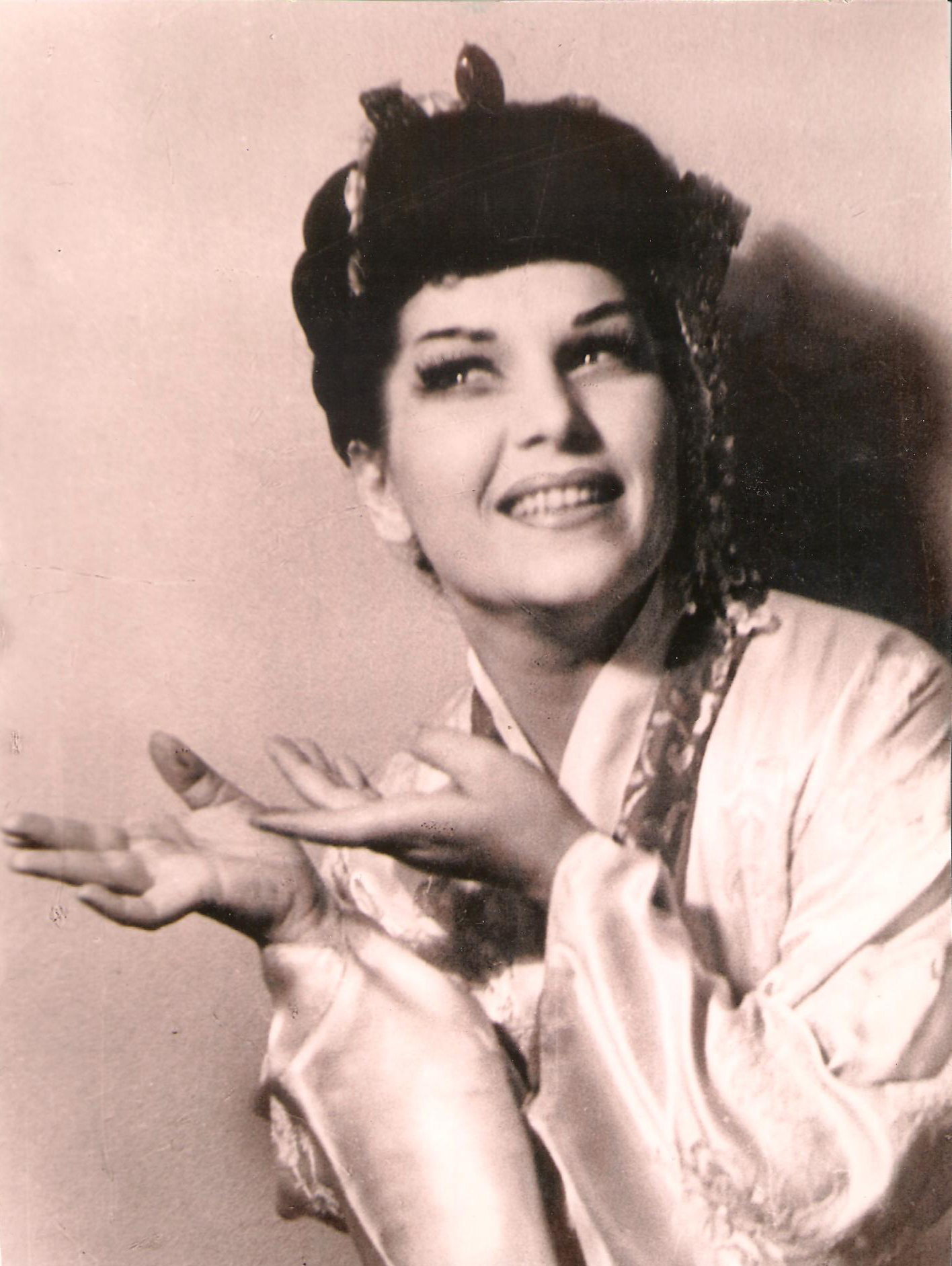
Lamara Czkonia jako Madame Butterfly, Kijów (1968)

W 1976 roku uczyła w Państwowym Konserwatorium Muzycznym w Tbilisi, w tym samym roku otrzymała tytuł Ludowego Artysty ZSRR, który był w tamtych czasach najwyższym artystycznym zaszczytem. W latach 1979–1984 została deputowaną Rady Najwyższej ZSRR. Wokalistka była stale zapraszana na oficjalne państwowe i prywatne koncerty solowe, gdzie wśród jej słuchaczy byli m.in. Nikita Chruszczow, Leonid Breżniew, Josip Broz Tito, Indira Gandhi, François Mitterrand, John F. Kennedy, Fidel Castro, Gustáv Husák, Jurij Gagarin, Todor Żiwkow, Erich Honecker, Nicolae Ceaușescu, János Kádár, Michaił Gorbaczow, Eduard Szewardnadze i wielu innych. Była częstym gościem w państwowych programach telewizyjnych, a jej imię zostało umieszczone w Wielkiej Encyklopedii Radzieckiej. Została również odznaczona orderem „Znak Honoru” (1974).
Jej bogaty repertuar obejmuje około 400 utworów, dokonała wielu nagrań w tym 15 płyt zawierających ponad 250 utworów z radiem narodowym w Moskwie, Tbilisi i Kijowie z udziałem najlepszych orkiestr symfonicznych Związku Radzieckiego. Odbyła liczne tournée koncertowe do Finlandii, Włoch, Kanady, Portugalii, Rumunii, Hiszpanii, Niemiec, Japonii, Czech, Słowacji, Bułgarii, Węgier, Austrii, Szwajcarii i wielu innych krajów, gdzie wszędzie była wysoko oceniana przez krytyków. W 1984 roku komisja szkolnictwa wyższego ZSRR przyznała jej tytuł profesora w Państwowym Konserwatorium Muzyczne w Tbilisi.
W 1996 roku przeniosła się na stałe do Madrytu, aby zamieszkać ze swoją najmłodszą córką, uznaną na całym świecie sopranistką Eteri Lamoris. Po przeprowadzce w dalszym ciągu zajmowała się nauczaniem. Wykształciła wielu śpiewaków operowych, w tym własne córki, wielu z nich zostało zwycięzcami międzynarodowych konkursów i obecnie śpiewają na najlepszych światowych scenach.
W 2011 roku odznaczona Orderem Królowej Tamary oraz Prezydenckim Orderem Doskonałości.

### Jubileusz
W 2011 roku odbyła się uroczystość w Operze Kijowskiej z okazji 80. urodzin śpiewaczki. Program otworzył majestatyczny polonez z opery Eugeniusz Oniegin Piotra Czajkowskiego. W uroczystości wzięły udział światowe gwiazdy opery, w tym dwie córki Lamary, Eteri Lamoris i Natali Nikoli, a także jej uczniowie, którzy występują na najlepszych scenach operowych: Luca Lombardo (Francja), Nadin Rossman (Austria), Szałwa Mukierija (Gruzja), Iano Tamar (Włochy), Louise Ali Zade Mayer (Niemcy), Jurij Łukjanienko i Tatjana Charuzowa (Ukraina), Christopher Robertson (USA).
Koncert był wspierany przez Partię Regionów, a w carskiej loży zasiadł premier Mykoła Azarow, wśród gości był m.in. ambasador Gruzji, Grigol Katamadze, Andrij Szewczenko, Marina Kinach, Antonina Papiernaja i dyrektor opery Czuprina Pietr Jakowlewicz. Partnerzy Czkonii z kijowskiej opery, Anatolij Mokrienko i Roman Majboroda, a także światowej sławy tenor Zurab Sotkilawa, powitali ją ze sceny. Podczas uroczystości artystka została odznaczona cerkiewnym Orderem Świętej Barbary Męczennicy, a także dwunastoramienną gwiazdą „Kredo”.
Druga uroczystość, przygotowana przez jej córkę Etermi, odbyła się w rodzinnym Batumi.